# Seun Kuti

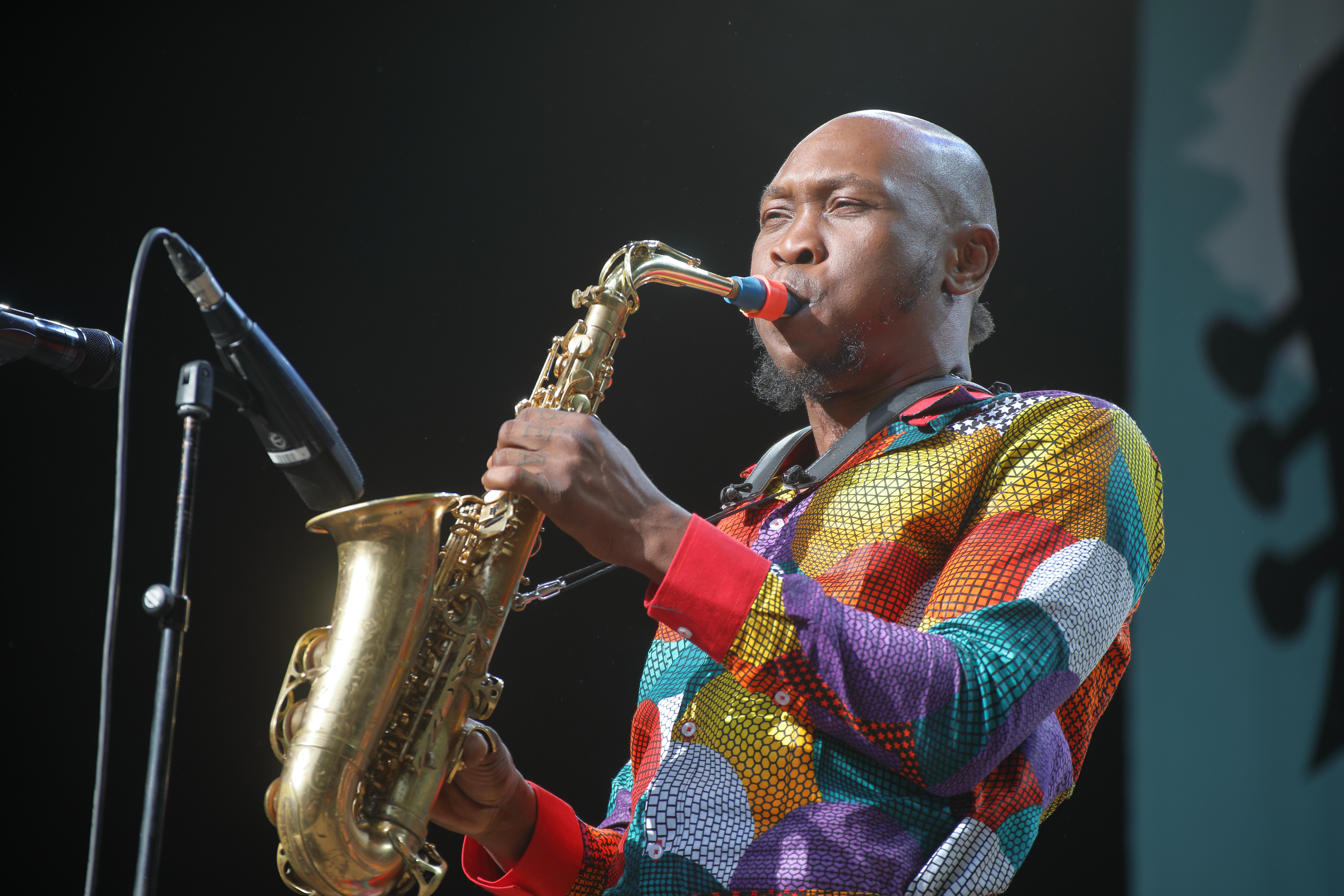
Seun Kuti, Rudolstadt-Festival 2019

Seun Kuti (* 11. Januar 1983 in Lagos; vollständiger Name Oluseun Anikulapo Kuti) ist ein nigerianischer Musiker (Saxophon, Gesang, Komposition) sowie Bandleader. Sein Vater Fela Kuti, dessen frühere Band Egypt 80 er leitet, gilt als Begründer des Afrobeat; Seun Kuti setzt diese Tradition fort. Meist tritt er mit Band als Seun Kuti & Egypt 80 auf.

## Leben

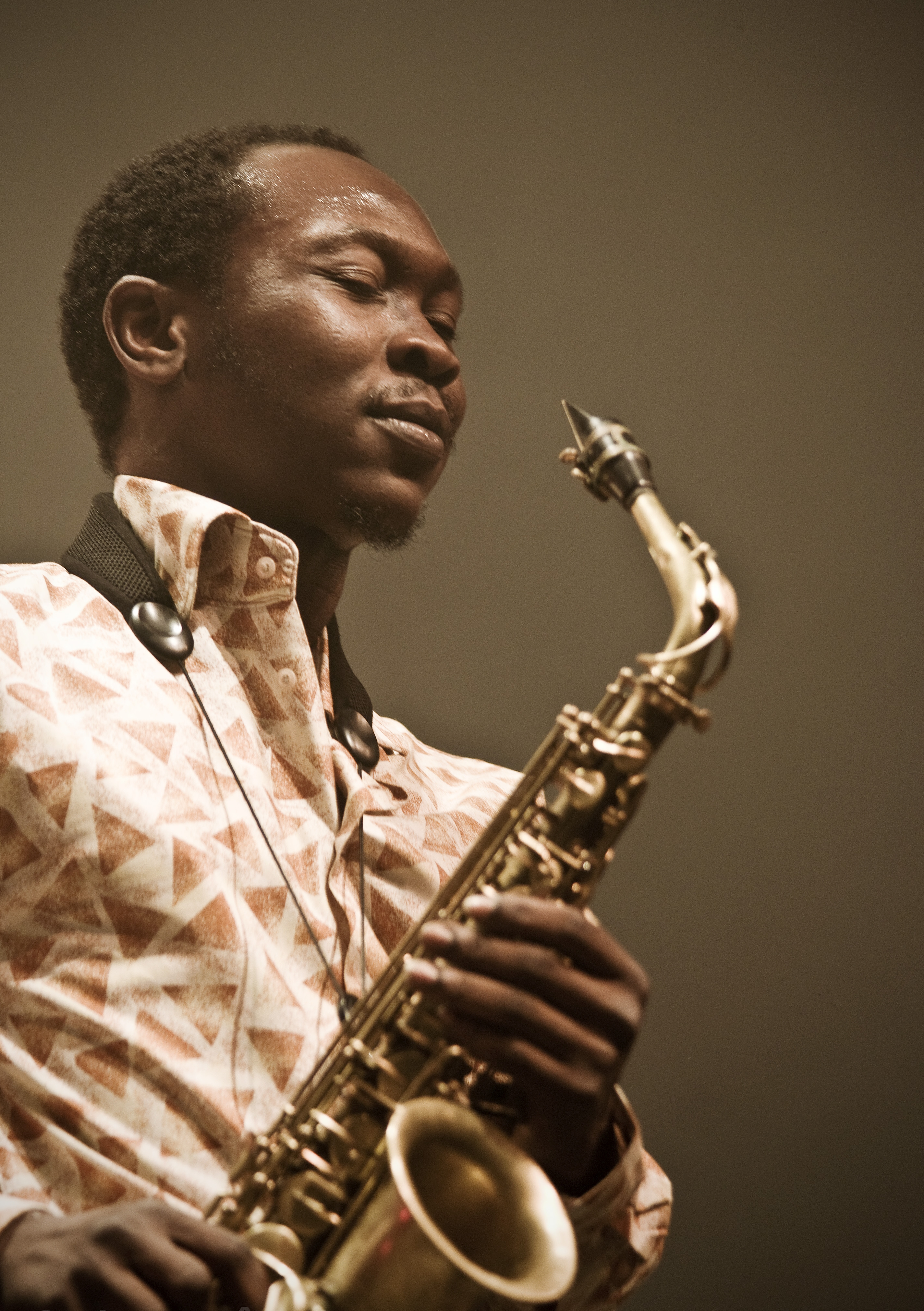
Seun Kuti (2008)

Im Alter von neun Jahren äußerte Seun Kuti den Wunsch, in der Band seines Vaters zu singen, die bis heute aus rund 15 Musikern besteht. Kurz darauf wirkte er als Backgroundsänger mit, mit zwölf Jahren eröffnete er Konzerte als Sänger, bevor sein Vater die Bühne betrat. Nach dem Tod seines Vaters im Jahr 1997 wurde Seun Kuti anstelle seines Vaters Leadsänger. 2008 erschien mit Seun Kuti & Fela’s Egypt 80 sein erstes Album (im selben Jahr auch als Many Things veröffentlicht), 2011 mit From Africa with Fury: Rise sein zweites. 2018 wurde Black Times veröffentlicht, an dem unter anderem Carlos Santana mitwirkte.
Wie sein Vater ist Seun Kuti politisch engagiert. So nahm er 2012 an den Occupy Nigeria-Protesten teil, die sich gegen die Abschaffung von Subventionen auf Kraftstoffe durch den damaligen Präsidenten Goodluck Jonathan richteten. In seinen Texten wendet er sich gegen Missstände, vor allem in seinem Heimatland, und preist panafrikanische charismatische Politiker.
Seun Kuti & Egypt 80 touren häufig in Europa, Nordamerika und Nigeria.
Kuti bezeichnet sich als Atheist. Seine langjährige Lebensgefährtin und er wurden 2013 Eltern einer Tochter.

## Sonstiges
Auch Seun Kutis Bruder Femi Kuti (* 1962) ist als Afrobeat-Musiker bekannt. In einer Kritik von 2011 wurden beide Musiker verglichen: „Femis Performance wirkt körperlicher, aggressiver, direkter und sportlicher. Seuns Stil dagegen ist verspielter, jazziger und filigraner.“

## Diskografie

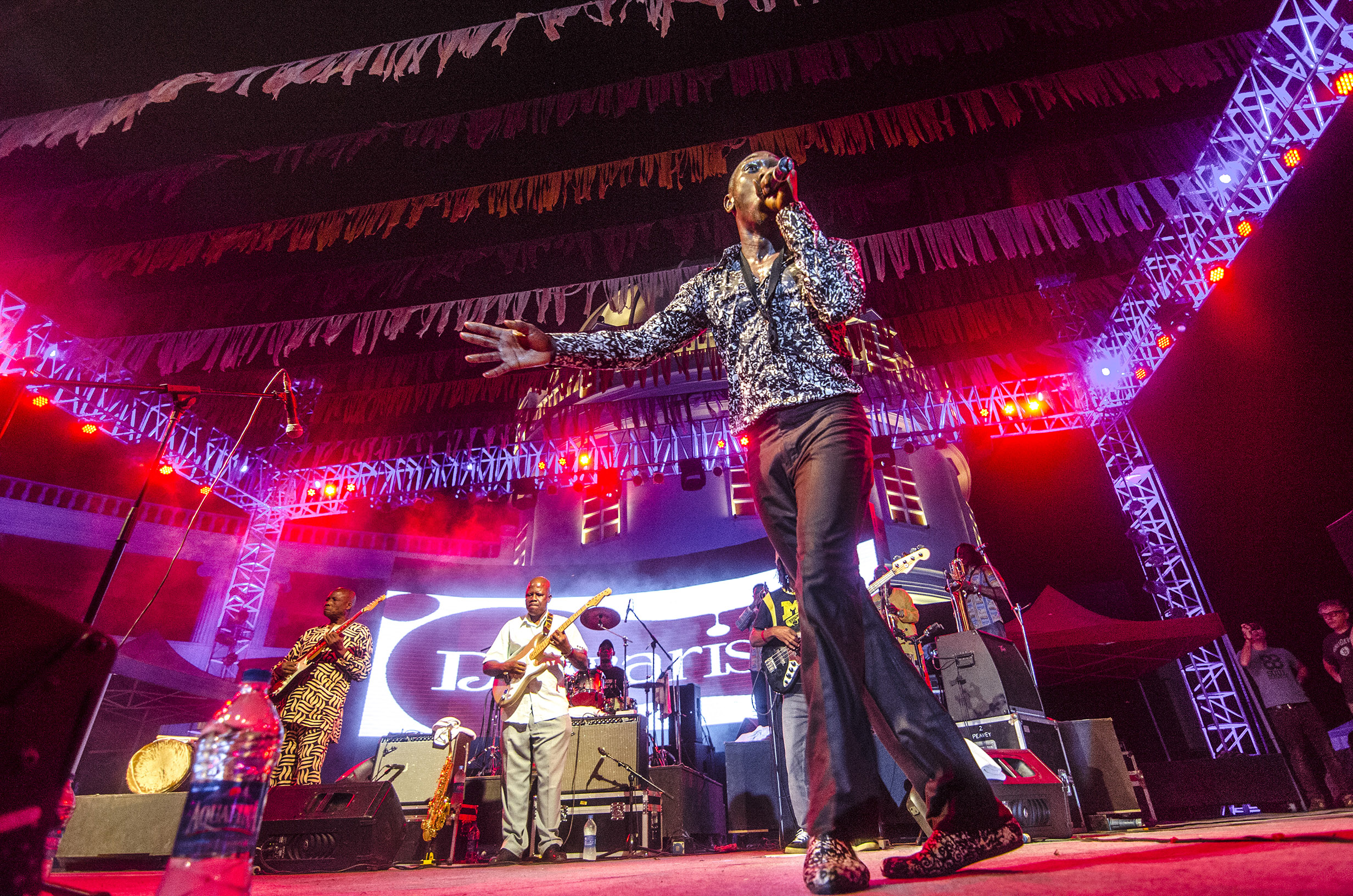
Seun Kuti & Egypt 80 (2012)

| Jahr | Titel                                 | Label                    |
| 2007 | Think Africa (EP)                     | Still Music              |
| 2008 | Seun Kuti & Fela’s Egypt 80           | WM Recordings            |
| 2011 | From Africa with Fury: Rise           | Knitting Factory Records |
| 2014 | A Long Way at the Beginning           | Because Music            |
| 2014 | Higher Consciousness: Remixes (EP)    | Because Music            |
| 2016 | Struggle Sounds (EP)                  | Strut                    |
| 2016 | Black Woman: Remixes (EP)             | Knitting Factory Records |
| 2018 | Black Times                           | Strut                    |
| 2024 | Heavier Yet (Lays the Crownless Head) | Record Kicks             |